# Peggy Stewart
Peggy Stewart, született Peggy O’Rourke (West Palm Beach, Florida, 1923. június 5. – Valencia, Kalifornia, 2019. május 29.) amerikai színésznő.

## Fontosabb filmjei
Mozifilmek
- Honfoglalók (Wells Fargo) (1937)
- 5th Ave Girl (1939)
- Minden, és ráadásul az ég (All This, and Heaven Too) (1940)
- Mellékutca (Back Street) (1941)
- Távoli nyugat (The Way West) (1967)
- Bobbie Jo and the Outlaw (1976)
- Beyond Evil (1980)
- The Runaways – A rocker csajok (The Runaways) (2010)
- Apa ég! (That's My Boy) (2012)

Tv-sorozatok
- Peter Gunn (1959, egy epizódban)
- Gunsmoke (1959–1964, öt epizódban)
- Lassie (1961, egy epizódban)
- Alkonyzóna (The Twilight Zone) (1961, egy epizódban)
- The Fugitive (1964, egy epizódban)
- Ironside (1970, egy epizódban)
- Quincy M.E. (1979–1982, négy epizódban)
- Taxi (1980, egy epizódban)
- Seinfield (1993, egy epizódban)
- Beverly Hills 90210 (1999, egy epizódban)
- Popular (2001, egy epizódban)
- The Norm Show (2001, egy epizódban)
- Igen, drágám! (Yes, Dear) (2001, egy epizódban)
- A nevem Earl (My Name Is Earl) (2007, egy epizódban)
- Gazdagék (The Riches) (2007–2008, nyolc epizódban)
- NCIS (2008, egy epizódban)
- Nancy ül a fűben (Weeds) (2009, egy epizódban)
- FlashForward – A jövő emlékei (FlashForward) (2009, egy epizódban)
- Balfékek (Community) (2010, egy epizódban)
- A törvény embere (Justified) (2010, egy epizódban)
- Meg-boldogulni (Getting On) (2014, egy epizódban)